# 老年人 (杂志)
《老年人》是一款由中国大陆湖南省中共湖南省委老干部局负责主管，湖南老年人杂志社负责编选的杂志。

## 简介
《老年人》创刊于1986年10月1日，一直延续发行至今。

## 版面
《老年人》分为七大块：
- 社会纪实
- 人生大观
- 家庭风景
- 文史长廊
- 银色工程
- 休闲广场
- 养生保健